# Vigueron
Vigueron est une commune française située dans le département de Tarn-et-Garonne, en région Occitanie. Sur le plan historique et culturel, la commune est dans la Lomagne, une ancienne circonscription de la province de Gascogne ayant titre de vicomté, surnommée « Toscane française ».
Exposée à un climat océanique altéré, elle est drainée par la Gimone, le ruisseau de Tessonne et par divers autres petits cours d'eau. La commune possède un patrimoine naturel remarquable composé de deux zones naturelles d'intérêt écologique, faunistique et floristique.
Vigueron est une commune rurale qui compte 120 habitants en 2022, après avoir connu un pic de population de 397 habitants en 1831.  Elle fait partie de l'aire d'attraction de Beaumont-de-Lomagne. Ses habitants sont appelés les Vigueronais ou  Vigueronaises.

## Géographie

### Localisation
Commune située en Lomagne sur la Gimone, à 3 km à l'est de Beaumont-de-Lomagne.

### Communes limitrophes
Les communes limitrophes sont  Beaumont-de-Lomagne, Belbèze-en-Lomagne, Comberouger, Saint-Sardos et Sérignac.
| Sérignac            |          | Belbèze-en-Lomagne                |
|                     | Vigueron | Saint-Sardos (par un quadripoint) |
| Beaumont-de-Lomagne |          | Comberouger                       |

### Hydrographie

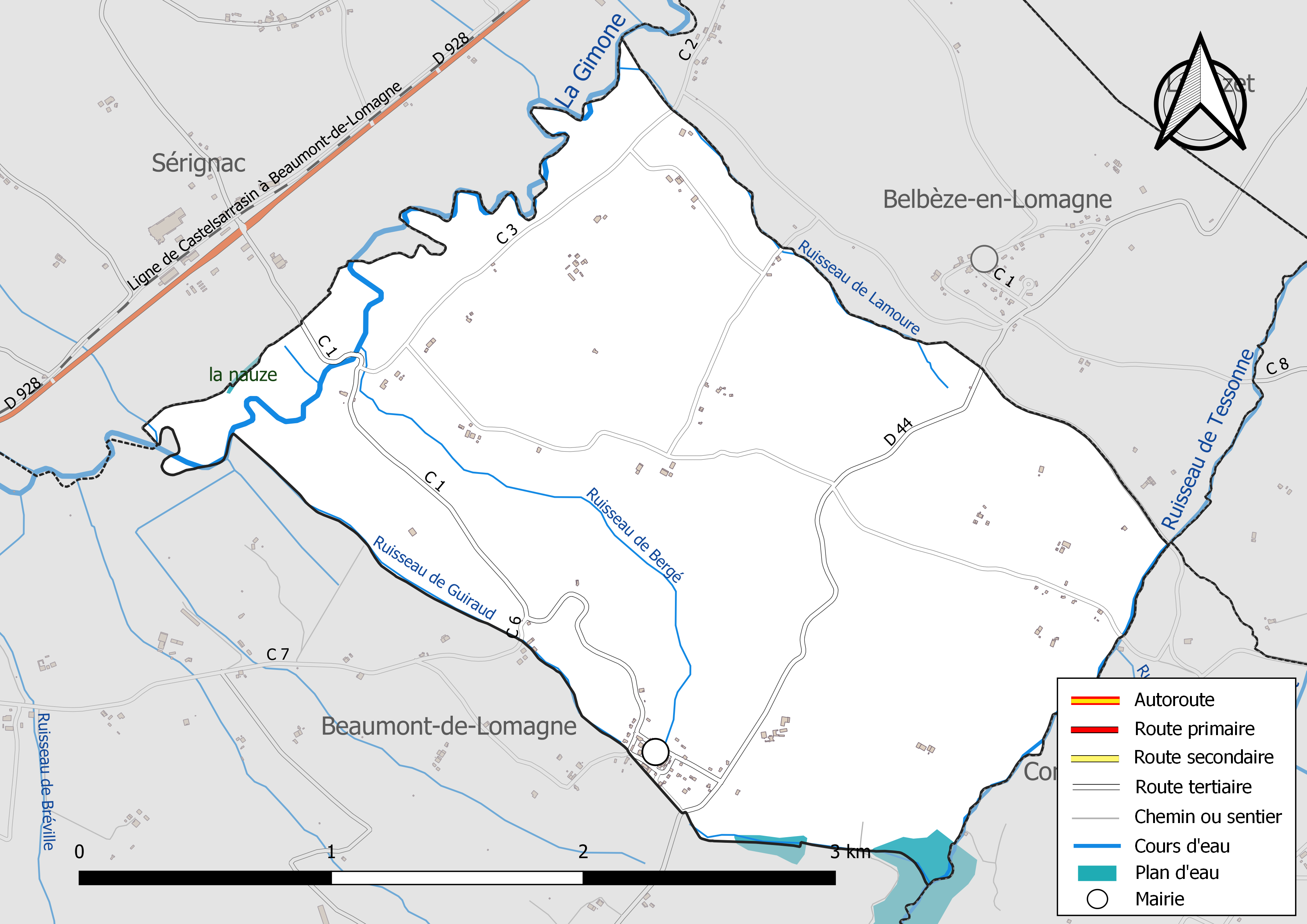
Réseaux hydrographique et routier de Vigueron.

La commune est dans le bassin versant de la Garonne, au sein du bassin hydrographique Adour-Garonne. Elle est drainée par la Gimone, le ruisseau de Tessonne, le ruisseau de Bergé, le ruisseau de Guiraud, le ruisseau de Lamoure et par divers petits cours d'eau, constituant un réseau hydrographique de 9 km de longueur totale,.
La Gimone, d'une longueur totale de 136 km, prend sa source dans la commune de Saint-Loup-en-Comminges et s'écoule du sud vers le nord. Elle traverse la commune et se jette dans la Garonne à Castelferrus, après avoir traversé 54 communes.
Le ruisseau de Tessonne, d'une longueur totale de 21,8 km, prend sa source dans la commune de Faudoas et s'écoule du sud-ouest vers le nord-ouest. Il traverse la commune et se jette dans la Garonne à Bourret, après avoir traversé 10 communes.

### Climat
Pour des articles plus généraux, voir Climat de l'Occitanie et Climat de Tarn-et-Garonne.
En 2010, le climat de la commune est de type climat océanique dégradé des plaines du Centre et du Nord, selon une étude du Centre national de la recherche scientifique s'appuyant sur une série de données couvrant la période 1971-2000. En 2020, Météo-France publie une typologie des climats de la France métropolitaine dans laquelle la commune est exposée à un climat océanique altéré et est dans la région climatique Aquitaine, Gascogne, caractérisée par une pluviométrie abondante au printemps, modérée en automne, un faible ensoleillement au printemps, un été chaud (19,5 °C), des vents faibles, des brouillards fréquents en automne et en hiver et des orages fréquents en été (15 à 20 jours).
Pour la période 1971-2000, la température annuelle moyenne est de 12,9 °C, avec une amplitude thermique annuelle de 16 °C. Le cumul annuel moyen de précipitations est de 746 mm, avec 9,5 jours de précipitations en janvier et 5,7 jours en juillet. La station météorologique de Météo-France installée sur la commune et en service de 1974 à 2014 permet de connaître les indicateurs météorologiques pour la période 1981-2010. 
| Mois                                  | jan.           | fév.            | mars            | avril         | mai          | juin         | jui.          | août         | sep.          | oct.        | nov.          | déc.        | année    |
| ------------------------------------- | -------------- | --------------- | --------------- | ------------- | ------------ | ------------ | ------------- | ------------ | ------------- | ----------- | ------------- | ----------- | -------- |
| Température minimale moyenne (°C)     | 2,4            | 2,9             | 5,1             | 7             | 10,7         | 13,9         | 16            | 15,9         | 13,1          | 10,3        | 5,7           | 3,2         | 8,9      |
| Température moyenne (°C)              | 5,6            | 6,8             | 9,7             | 12            | 15,8         | 19,3         | 21,8          | 21,7         | 18,6          | 14,7        | 9,2           | 6,3         | 13,5     |
| Température maximale moyenne (°C)     | 8,9            | 10,7            | 14,4            | 16,9          | 21           | 24,8         | 27,6          | 27,5         | 24,2          | 19,1        | 12,7          | 9,3         | 18,1     |
| Record de froid (°C) date du record   | −18 16.01.1985 | −12,5 09.02.12  | −9 01.03.05     | −4 09.04.1977 | 0 06.05.1975 | 5 18.06.1978 | 8 14.07.1980  | 6 30.08.1986 | 4 21.09.1977  | −2 25.10.03 | −7 28.11.1985 | −9 17.12.01 | −18 1985 |
| Record de chaleur (°C) date du record | 19 03.01.1998  | 22,5 25.02.1997 | 26,5 25.03.1994 | 29,3 28.04.05 | 33 30.05.03  | 38 21.06.03  | 38,5 13.07.03 | 41 26.08.10  | 35 13.09.1987 | 31 02.10.11 | 24,5 01.11.14 | 21 05.12.06 | 41 2010  |
| Précipitations (mm)                   | 60,7           | 50,6            | 49,8            | 69,5          | 73,3         | 61,6         | 51,3          | 56,2         | 58,9          | 63,9        | 63            | 63,2        | 722      |

Pour la période 1991-2020, la température moyenne annuelle observée sur la station météorologique de Météo-France la plus proche, « Sérignac », sur la commune de Sérignac à 5 km à vol d'oiseau, est de 14,0 °C et le cumul annuel moyen de précipitations est de 690,5 mm. 
La température maximale relevée sur cette station est de 42,4 °C, atteinte le 24 août 2023 ; la température minimale est de −18,9 °C, atteinte le 16 janvier 1985,,.
Les paramètres climatiques de la commune ont été estimés pour le milieu du siècle (2041-2070) selon différents scénarios d'émission de gaz à effet de serre à partir des nouvelles projections climatiques de référence DRIAS-2020. Ils sont consultables sur un site dédié publié par Météo-France en novembre 2022.

### Milieux naturels et biodiversité
L’inventaire des zones naturelles d'intérêt écologique, faunistique et floristique (ZNIEFF) a pour objectif de réaliser une couverture des zones les plus intéressantes sur le plan écologique, essentiellement dans la perspective d’améliorer la connaissance du patrimoine naturel national et de fournir aux différents décideurs un outil d’aide à la prise en compte de l’environnement dans l’aménagement du territoire.
Une ZNIEFF de type 1 est recensée sur la commune :
le « ruisseau de la Tessone, bois et lac » (135 ha), couvrant 6 communes du département et une ZNIEFF de type 2, : 
le « cours de la Gimone et de la Marcaoue » (3 085 ha), couvrant 60 communes dont cinq dans la Haute-Garonne, 37 dans le Gers, une dans les Hautes-Pyrénées et 17 dans le Tarn-et-Garonne.

Carte des ZNIEFF de type 1 et 2 à Vigueron.
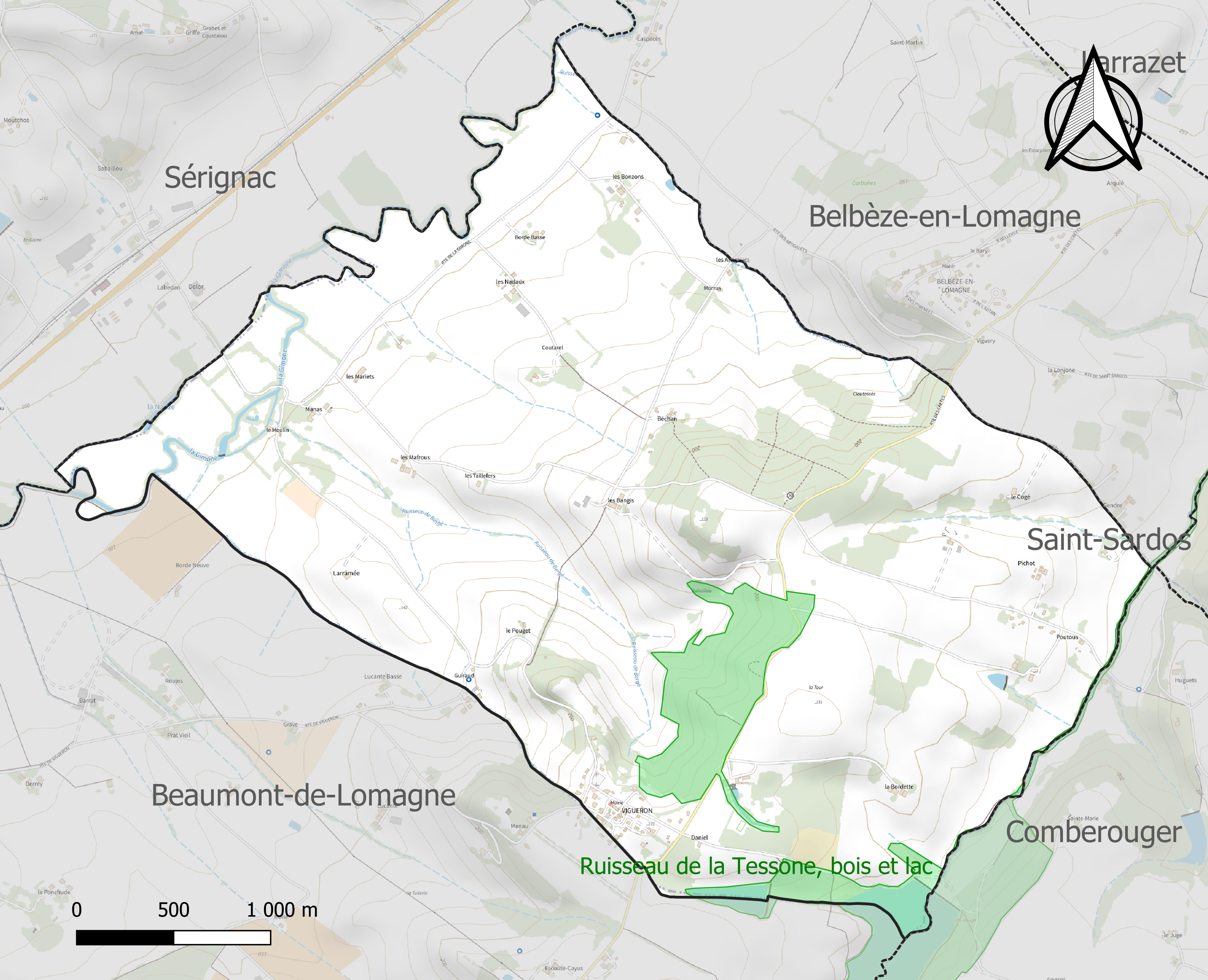
Carte de la ZNIEFF de type 1 sur la commune.
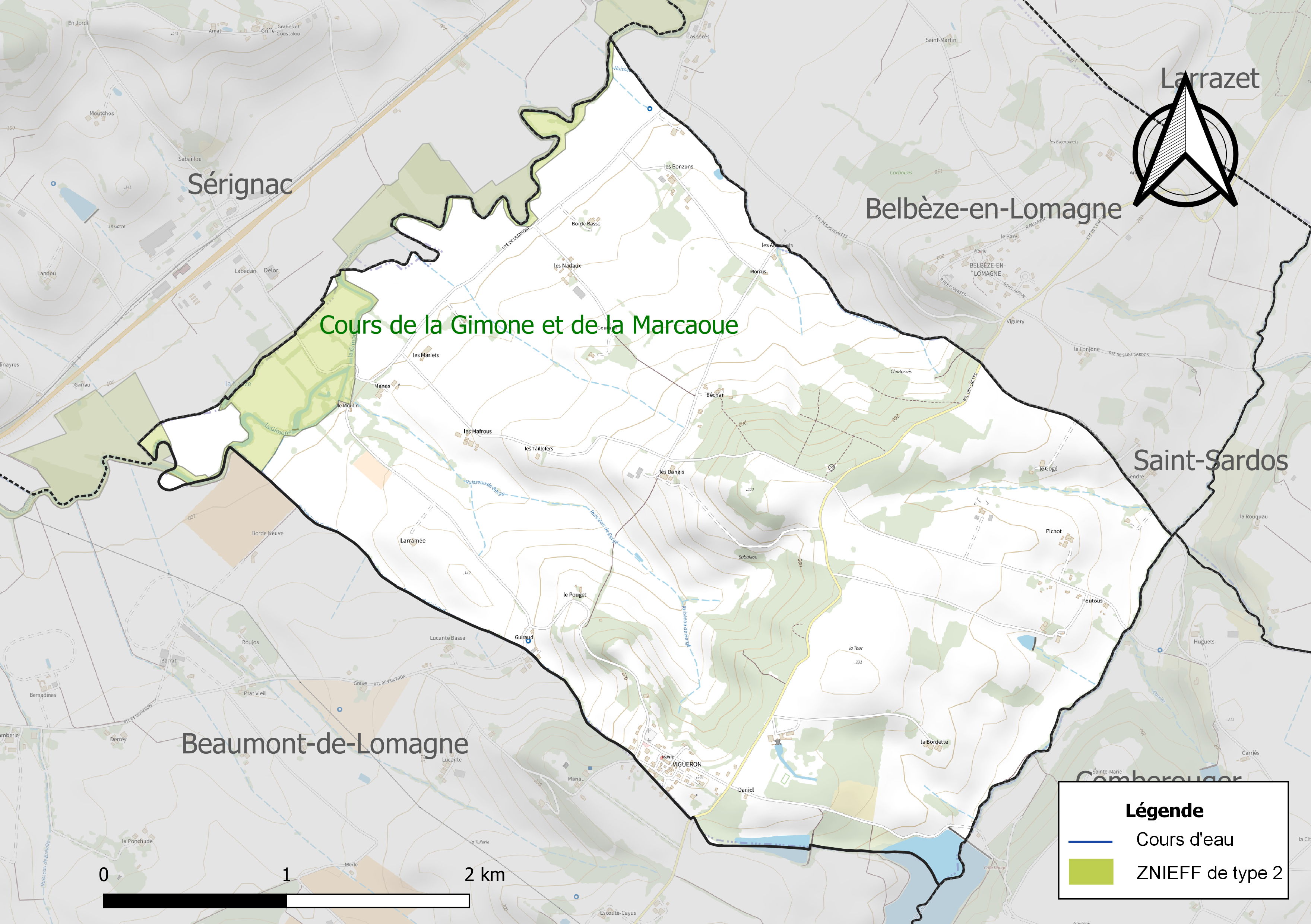
Carte de la ZNIEFF de type 2 sur la commune.

## Urbanisme

### Typologie
Au 1er janvier 2024, Vigueron est catégorisée commune rurale à habitat dispersé, selon la nouvelle grille communale de densité à sept niveaux définie par l'Insee en 2022.
Elle est située hors unité urbaine. Par ailleurs la commune fait partie de l'aire d'attraction de Beaumont-de-Lomagne, dont elle est une commune de la couronne,. Cette aire, qui regroupe 11 communes, est catégorisée dans les aires de moins de 50 000 habitants,.

### Occupation des sols
L'occupation des sols de la commune, telle qu'elle ressort de la base de données européenne d’occupation biophysique des sols Corine Land Cover (CLC), est marquée par l'importance des territoires agricoles (89,2 % en 2018), une proportion identique à celle de 1990 (89,2 %). La répartition détaillée en 2018 est la suivante : 
terres arables (79,3 %), forêts (10,1 %), zones agricoles hétérogènes (9,8 %), eaux continentales (0,7 %). L'évolution de l’occupation des sols de la commune et de ses infrastructures peut être observée sur les différentes représentations cartographiques du territoire : la carte de Cassini (XVIIIe siècle), la carte d'état-major (1820-1866) et les cartes ou photos aériennes de l'IGN pour la période actuelle (1950 à aujourd'hui).

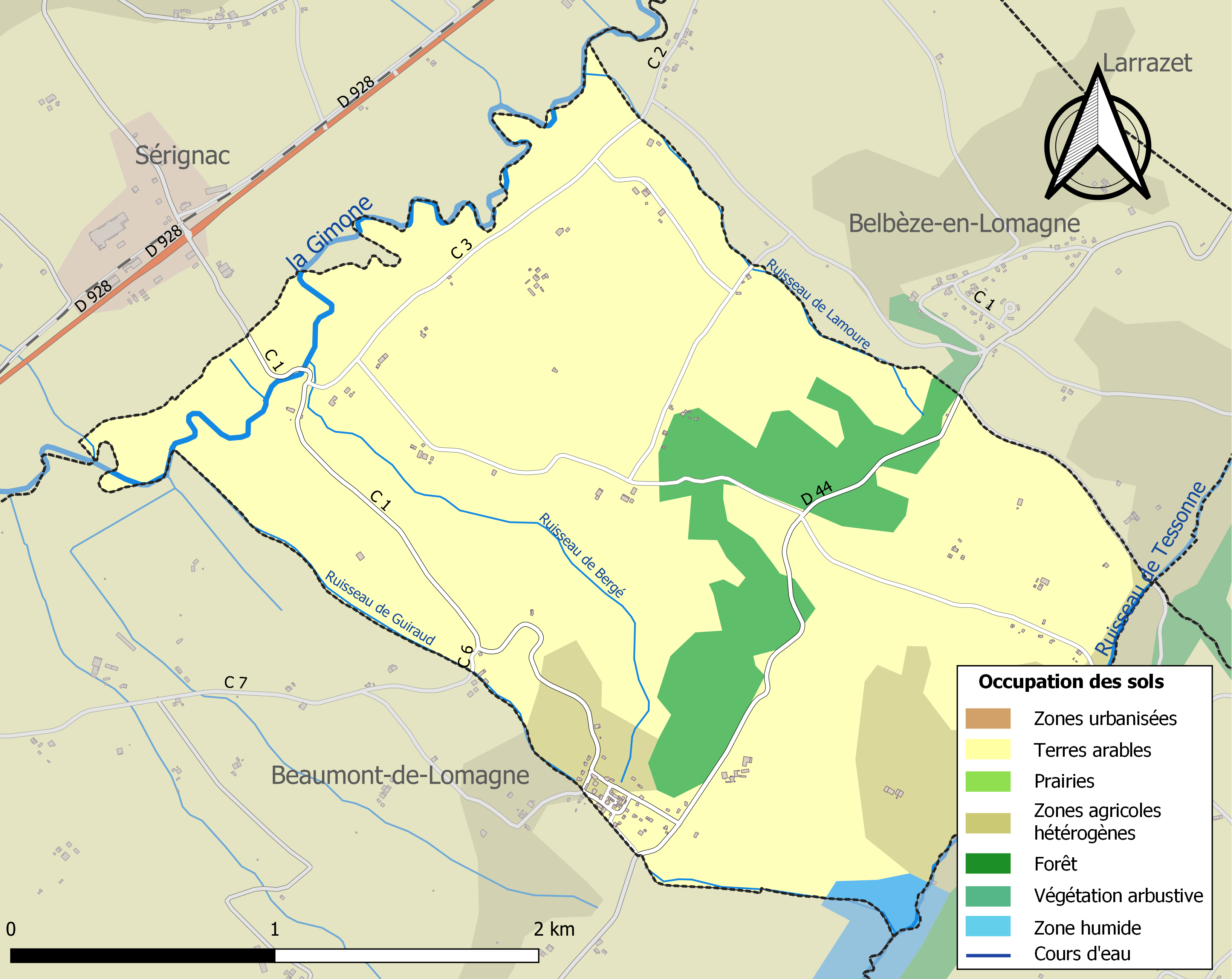
Carte des infrastructures et de l'occupation des sols de la commune en 2018 (CLC).

### Risques majeurs
Le territoire de la commune de Vigueron est vulnérable à différents aléas naturels : météorologiques (tempête, orage, neige, grand froid, canicule ou sécheresse), inondations, mouvements de terrains et séisme (sismicité très faible). Il est également exposé à un risque technologique,  le transport de matières dangereuses. Un site publié par le BRGM permet d'évaluer simplement et rapidement les risques d'un bien localisé soit par son adresse soit par le numéro de sa parcelle.

#### Risques naturels
Certaines parties du territoire communal sont susceptibles d’être affectées par le risque d’inondation par débordement de cours d'eau, notamment la Gimone et le ruisseau de Tessonne. La cartographie des zones inondables en ex-Midi-Pyrénées réalisée dans le cadre du XIe Contrat de plan État-région, visant à informer les citoyens et les décideurs sur le risque d’inondation, est accessible sur le site de la DREAL Occitanie. La commune a été reconnue en état de catastrophe naturelle au titre des dommages causés par les inondations et coulées de boue survenues en 1982, 1996, 1999, 2013, 2015 et 2018,.
Vigueron est exposée au risque de feu de forêt. Le département de Tarn-et-Garonne présentant toutefois globalement un niveau d’aléa moyen à faible très localisé, aucun Plan départemental de protection des forêts contre les risques d’incendie de forêt (PFCIF) n'a été élaboré. Le débroussaillement aux abords des maisons constitue l’une des meilleures protections pour les particuliers contre le feu,.

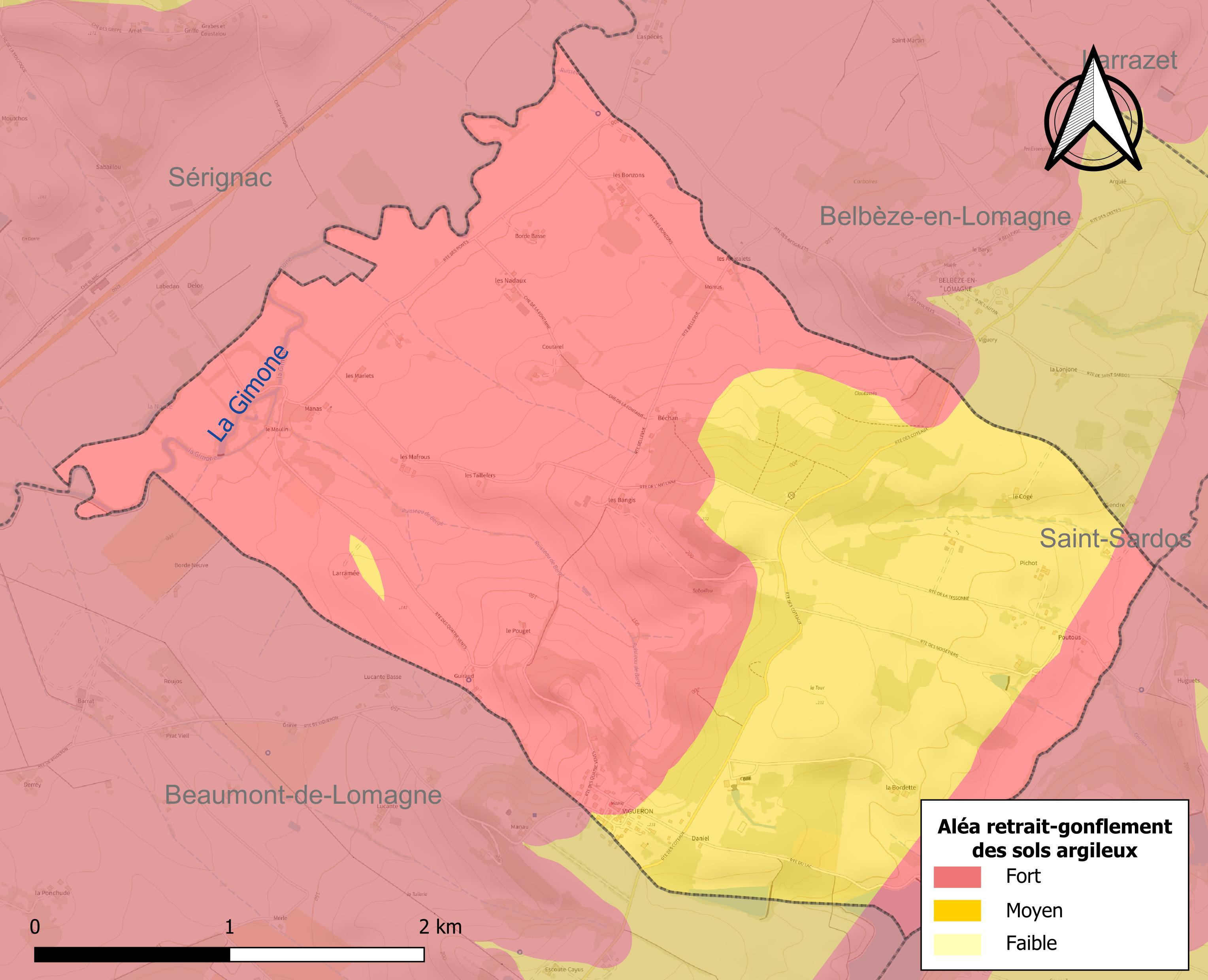
Carte des zones d'aléa retrait-gonflement des sols argileux de Vigueron.

Les mouvements de terrains susceptibles de se produire sur la commune sont des tassements différentiels.
Le retrait-gonflement des sols argileux est susceptible d'engendrer des dommages importants aux bâtiments en cas d’alternance de périodes de sécheresse et de pluie. La totalité de la commune est en aléa moyen ou fort (92 % au niveau départemental et 48,5 % au niveau national). Sur les 76 bâtiments dénombrés sur la commune en 2019, 76 sont en aléa moyen ou fort, soit 100 %, à comparer aux 96 % au niveau départemental et 54 % au niveau national. Une cartographie de l'exposition du territoire national au retrait gonflement des sols argileux est disponible sur le site du BRGM,.
Par ailleurs, afin de mieux appréhender le risque d’affaissement de terrain, l'inventaire national des cavités souterraines permet de localiser celles situées sur la commune.
Concernant les mouvements de terrains, la commune a été reconnue en état de catastrophe naturelle au titre des dommages causés par la sécheresse en 1989, 1991, 1992, 2002, 2003, 2011 et 2012 et par des mouvements de terrain en 1999.

#### Risques technologiques
Le risque de transport de matières dangereuses sur la commune est lié à sa traversée par des infrastructures routières ou ferroviaires importantes ou la présence d'une canalisation de transport d'hydrocarbures. Un accident se produisant sur de telles infrastructures est susceptible d’avoir des effets graves sur les biens, les personnes ou l'environnement, selon la nature du matériau transporté. Des dispositions d’urbanisme peuvent être préconisées en conséquence.

## Politique et administration
| Période                                  | Période  | Identité                         | Étiquette | Qualité |
| ---------------------------------------- | -------- | -------------------------------- | --------- | ------- |
| 1800                                     | 1803     | Géraud Dastarac                  |           |         |
| 1803                                     | 1804     | Antoine Miramont                 |           |         |
| 1804                                     | 1812     | Géraud Dastarac                  |           |         |
| 1812                                     | 1826     | Pierre Dastarac                  |           |         |
| 1826                                     | 1835     | Antoine Miramont                 |           |         |
| 1835                                     | 1840     | Dominique Etienne Massac         |           |         |
| 1840                                     | 1848     | Antoine Miramont                 |           |         |
| 1848                                     | 1855     | Alphonse Sartre                  |           |         |
| 1855                                     | 1876     | Louis François Gustave de Marque |           |         |
| 1876                                     | 1878     | Joseph Touja                     |           |         |
| 1878                                     | 1880     | Jean Souberan                    |           |         |
| 1880                                     | 1884     | Jean Lafitte                     |           |         |
| 1884                                     | 1896     | Antoine Miramont                 |           |         |
| 1896                                     | 1901     | Henri Loubies                    |           |         |
| 1901                                     | 1912     | Pierre Clément Couderc           |           |         |
| avant 1981                               | ?        | Edouard Couderc                  | MRG       |         |
| mars 2001                                | 2020     | Michel Delbreil                  | PRG       |         |
| 2020                                     | En cours | Pierrette Gallina                |           |         |
| Les données manquantes sont à compléter. |          |                                  |           |         |

## Démographie
L'évolution du nombre d'habitants est connue à travers les recensements de la population effectués dans la commune depuis 1793. Pour les communes de moins de 10 000 habitants, une enquête de recensement portant sur toute la population est réalisée tous les cinq ans, les populations de référence des années intermédiaires étant quant à elles estimées par interpolation ou extrapolation. Pour la commune, le premier recensement exhaustif entrant dans le cadre du nouveau dispositif a été réalisé en 2007.

En 2022, la commune comptait 120 habitants, en évolution de −11,11 % par rapport à 2016 (Tarn-et-Garonne : +3,12 %, France hors Mayotte : +2,11 %).
| 1793 | 1800 | 1806 | 1821 | 1831 | 1836 | 1841 | 1846 | 1851 |
| ---- | ---- | ---- | ---- | ---- | ---- | ---- | ---- | ---- |
| 307  | 242  | 317  | 368  | 397  | 378  | 354  | 365  | 344  |

| 1856 | 1861 | 1866 | 1872 | 1876 | 1881 | 1886 | 1891 | 1896 |
| ---- | ---- | ---- | ---- | ---- | ---- | ---- | ---- | ---- |
| 341  | 342  | 352  | 301  | 286  | 307  | 268  | 234  | 230  |

| 1901 | 1906 | 1911 | 1921 | 1926 | 1931 | 1936 | 1946 | 1954 |
| ---- | ---- | ---- | ---- | ---- | ---- | ---- | ---- | ---- |
| 221  | 240  | 200  | 197  | 174  | 171  | 169  | 149  | 155  |

| 1962 | 1968 | 1975 | 1982 | 1990 | 1999 | 2006 | 2007 | 2012 |
| ---- | ---- | ---- | ---- | ---- | ---- | ---- | ---- | ---- |
| 132  | 136  | 109  | 107  | 95   | 100  | 116  | 118  | 136  |

| 2017 | 2022 | - | - | - | - | - | - | - |
| ---- | ---- | - | - | - | - | - | - | - |
| 134  | 120  | - | - | - | - | - | - | - |

## Économie

### Emploi
|                | 2008  | 2013   | 2018   |
| -------------- | ----- | ------ | ------ |
| Commune        | 5,8 % | 3,5 %  | 6,8 %  |
| Département    | 8,4 % | 10,2 % | 10,3 % |
| France entière | 8,3 % | 10 %   | 10 %   |

En 2018, la population âgée de 15 à 64 ans s'élève à 89 personnes, parmi lesquelles on compte 80,7 % d'actifs (73,9 % ayant un emploi et 6,8 % de chômeurs) et 19,3 % d'inactifs,. Depuis 2008, le taux de chômage communal (au sens du recensement) des 15-64 ans est inférieur à celui de la France et du département.
La commune fait partie de la couronne de l'aire d'attraction de Beaumont-de-Lomagne, du fait qu'au moins 15 % des actifs travaillent dans le pôle,. Elle compte 9 emplois en 2018, contre 12 en 2013 et 12 en 2008. Le nombre d'actifs ayant un emploi résidant dans la commune est de 67, soit un indicateur de concentration d'emploi de 13,6 % et un taux d'activité parmi les 15 ans ou plus de 61,5 %.
Sur ces 67 actifs de 15 ans ou plus ayant un emploi, 8 travaillent dans la commune, soit 12 % des habitants. Pour se rendre au travail, 92,3 % des habitants utilisent un véhicule personnel ou de fonction à quatre roues et 7,7 % n'ont pas besoin de transport (travail au domicile).

### Activités hors agriculture
11 établissements sont implantés  à Vigueron au 31 décembre 2019.
Le secteur des autres activités de services est prépondérant sur la commune puisqu'il représente 27,3 % du nombre total d'établissements de la commune (3 sur les 11 entreprises implantées  à Vigueron), contre 9,3 % au niveau départemental.

### Agriculture
|               | 1988 | 2000 | 2010 | 2020 |
| ------------- | ---- | ---- | ---- | ---- |
| Exploitations | 19   | 11   | 8    | 8    |
| SAU (ha)      | 547  | 344  | 342  | 543  |

La commune est dans la Lomagne, une petite région agricole située dans le sud-ouest du département de Tarn-et-Garonne. En 2020, l'orientation technico-économique de l'agriculture  sur la commune est la culture de céréales et/ou d'oléoprotéagineuses. Huit exploitations agricoles ayant leur siège dans la commune sont dénombrées lors du recensement agricole de 2020 (19 en 1988). La superficie agricole utilisée est de 543 ha,,.

## Culture locale et patrimoine

### Lieux et monuments
- Église Sainte-Quitterie de Vigueron. L'édifice est référencé dans la base Mérimée et à l'Inventaire général Région Occitanie[34]. De nombreux objets sont référencés dans la base Palissy (voir les notices liées)[34].

## Pour approfondir